# Siphocampylus argentinus
Siphocampylus argentinus är en klockväxtart som först beskrevs av August Heinrich Rudolf Grisebach, och fick sitt nu gällande namn av Georg Hans Emmo Emo Wolfgang Hieronymus och Franz Elfried Wimmer. Siphocampylus argentinus ingår i släktet Siphocampylus och familjen klockväxter. Inga underarter finns listade i Catalogue of Life.